# M1917 Enfield
Lo U.S. Rifle, Caliber .30, M1917, colloquialmente conosciuto come 'Enfield americano' è una variante del P'14 inglese (in servizio come Rifle N°3) camerata per il .30-06 e sviluppata nel biennio 1917-1918. Numericamente, si tratta dell'arma più usata dal Corpo di Spedizione Americano in Europa durante la prima guerra mondiale. Durante la Guerra Civile Spagnola alcuni contingenti delle Brigate Internazionali che difesero Madrid dal novembre 1936 sino alla Battaglia di Guadalajara (marzo 1937) ebbero in dotazione questo apprezzato fucile acquistato dal governo di Madrid mediante un grosso lotto proveniente dall'Honduras. La divisione danese Slædepatruljen Sirius usa ancora gli M1917 come armi di servizio.

## Storia

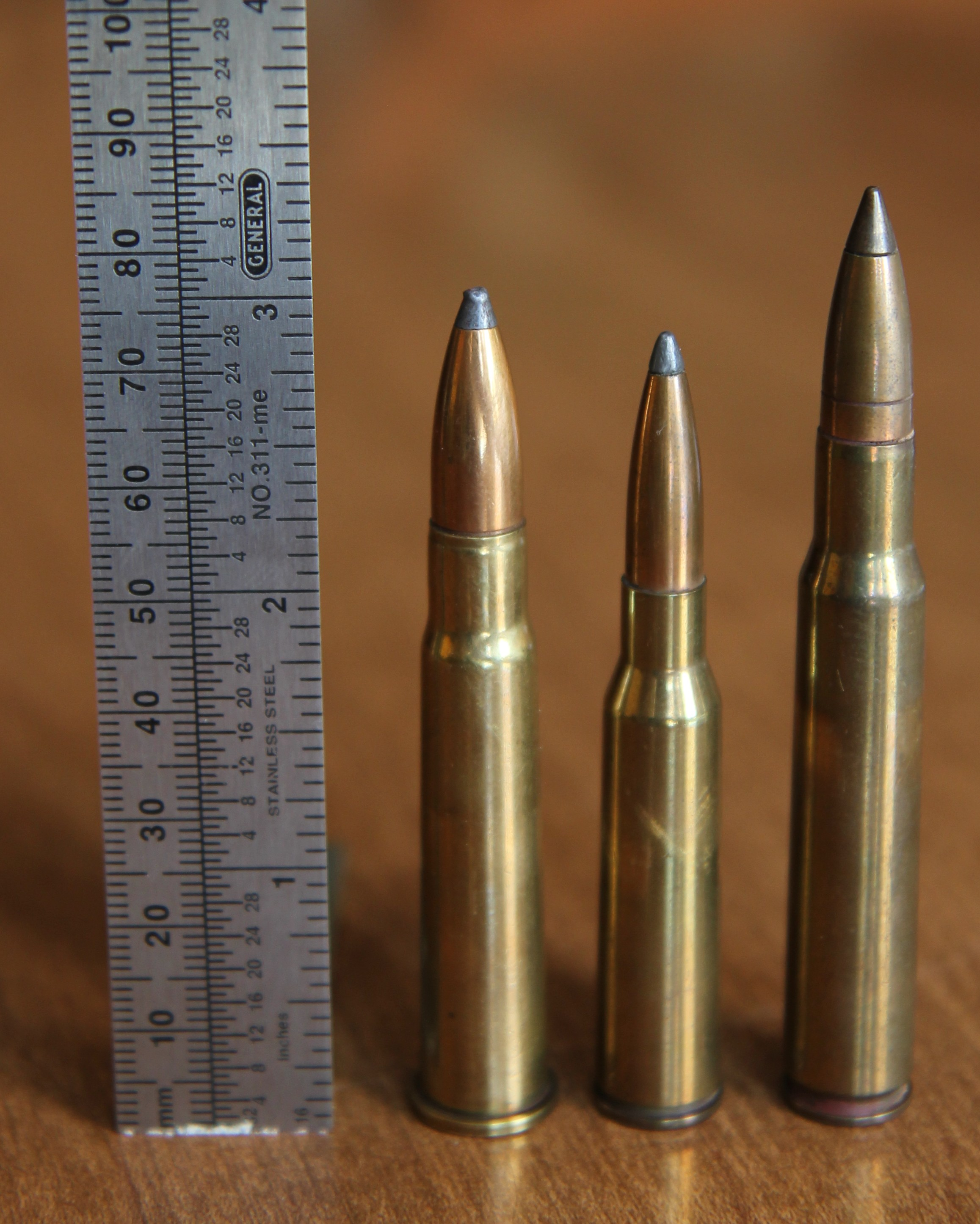
Da sinistra a destra: .303 British, 6,5 × 50 mm SR Arisaka e .30-06 Springfield

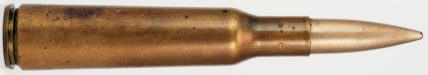
La munizione .276 Enfield (7 × 60 mm) per cui il P'13 fu inizialmente progettato

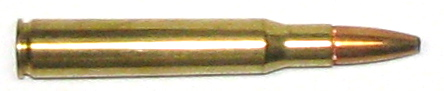
La munizione .30-06 (7,62 × 63 mm) per cui il P'14 fu adattato nell'ottenimento del M1917

Fino al Primo conflitto mondiale, i britannici erano armati con il classico fucile Lee-Enfield (nelle sue numerose varianti). Comparato ai coevi Mauser, l'arma inglese si rivelava meno precisa e l'uso della munizione flangiata .303 British (inizialmente caricata a polvere nera) non garantiva i migliori risultati nel caso di alimentazione da caricatore. L'incredibile precisione dei Mauser G93 e G95 nelle mani dei tiratori boeri durante la Seconda guerra boera spinse gli inglesi a testare nuove munizioni e nuovi fucili. Quindi, anche se nuove varianti di Lee-Enfield e la nuova palla spitzer .303 Mk. VIII entrarono in servizio nel 1910, venne comunque istituita una commissione per sviluppare una nuova munizione e un fucile adatto a spararla. L'idea era quella di copiare le caratteristiche principali del sistema Mauser. Gli studi sull'arma vennero condotti alla Royal Small Arms Factory di Enfield.
Il primo prototipo, denominato Pattern 1913 Enfield (o più semplicemente P'13) prevedeva un sistema di chiusura anteriore (a differenza dei classici Lee-Enfield in cui i tenoni di chiusura si trovano sul retro del porta otturatore) e un sistema di armamento in chiusura che rendeva più semplice l'apertura dell'otturatore (processo in cui normalmente si deve sia estrarre il bossolo dalla camera e armare la molla del percussore). Venne anche aggiunta una diottra di mira (invece del classico mirino a mezz'arma) per aumentare la distanza tra diottra e lama e migliorare quindi la precisione sulle lunghe distanze. L'idea era quella di produrre le armi rapidamente, tramite semplificazione, ma l'inizio della guerra impedì agli inglesi di testare a dovere la nuova munizione che venne scartata, anche a causa del rapido surriscaldamento e dei numerosi residui che lasciava sulle canne delle armi.
Con l'entrata in guerra, la Gran Bretagna si trovò in urgente necessità di fucili e i contratti per la nuova arma vennero stipulati con le manifatture statunitensi. Si decise però di far produrre il fucile nel classico .303 per questioni logistiche. Il nuovo fucile col vecchio calibro venne ufficialmente denominato Pattern 1914 Enfield. Ad occuparsi della produzione furono la Winchester Repeating Arms e la Remington Arms (compresa la sua sottodivisione Eddystone). I P'14 possono infatti presentare le tre distinte rispettive punzonature W, R e ERA.

### Prima guerra mondiale

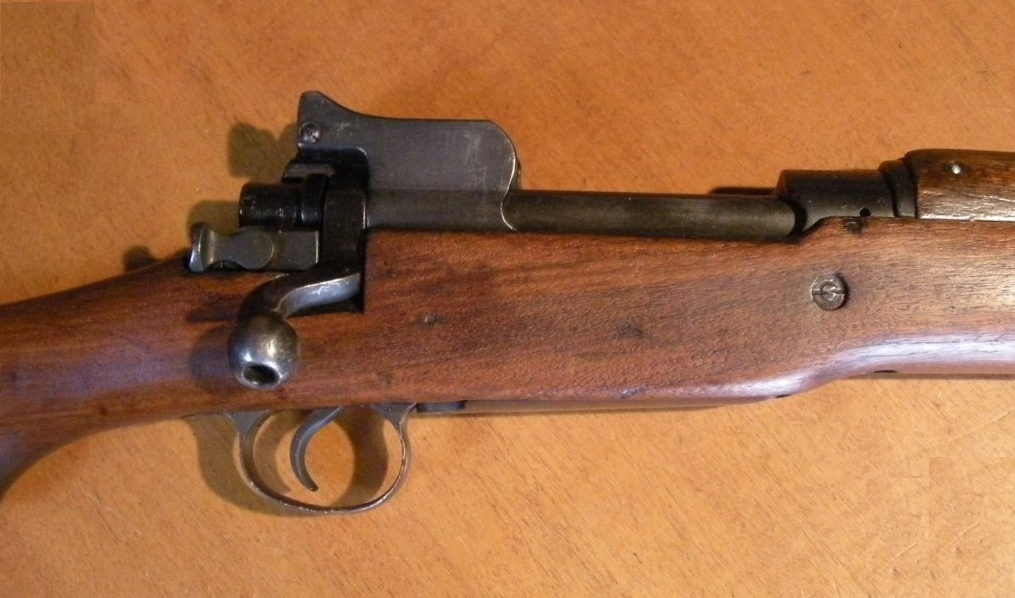
La culatta di un M1917 Enfield

Anche gli Stati Uniti, ormai prossimi all'entrata in guerra nel 1917, si trovavano nella stessa situazione. La Springfield Armory  aveva consegnato 843.000 fucili M1903, ma a causa di difficoltà nella produzione, invece che riadattare i macchinari per la produzione si concluse che sarebbe stato più rapido adottare il fucile inglese P'14 ricamerandolo per il .30-06 americano. L'arma si prestava bene alla conversione: l'otturatore era estremamente robusto e il progetto originale prevedeva l'uso di munizioni non flangiate (.276 Enfield). Di conseguenza, la Remington modificò il progetto sotto la supervisione dello U.S. Army Ordnance Department e l'arma venne adottata con la denominazione U.S. Rifle, Caliber .30, M1917. Remington, Eddystone e Winchester produssero un numero di fucili praticamente doppio rispetto al classico M1903 americano. Le produzioni ammontano a 1.181.908 fucili per la Eddystone, 545.541 per la Remington e 465.980 per la Winchester, per un totale di 2.193.429 fucili.
L'unica cosa che non andò secondo le previsioni fu la questione dell'intercambiabilità delle parti. La Winchester (come già accaduto per i P'14) produceva parti lievemente diverse che non sempre erano utilizzabili in maniera sicura sui modelli di Remington e Eddystone.
I cambiamenti furono minimi: le modifiche interessarono infatti solo quelle parti direttamente legate alla munizione (guide per le stripper clip, testa dell'otturatore, culatta e rigatura). Il mirino volley fu eliminato e le punzonature furono sovraincise per il nuovo modello. Si arrivò persino a produrre un'apposita baionetta (denominata ovviamente M1917) che sarà poi utilizzata su altre armi come M1897 e M1912, e persino sui primi modelli di M1 Garand.
La nuova arma venne dispiegata a fianco del M1903, rapidamente surclassato in numero. Alla fine della guerra, 11 Novembre 1918, il 75% dei soldati del Corpo di Spedizione Americano in Europa era armato con fucili M1917. Uno di questi fucili fu usato dal sergente Alvin C. York l'8 Ottobre 1918, nell'occasione che gli valse la Medal of Honor. Secondo il suo diario, il fucile era accompagnato da una M1911. A tal proposito, nel film Il Sergente York del 1941 con Gary Cooper, il protagonista usa un M1903 e una Luger P08 tedesca.
Dopo l'armistizio, la maggior parte di fucili furono messi in magazzini. Negli anni '20 e '30, grandi quantità di M1917 furono venduti sul mercato civile. Molti furono alterati per ricavarne dei fucili sportivi, anche ricamerando le armi in calibri più potenti, come il .300 H&H Magnum o il .300 Winchester Magnum. L'arma divenne così popolare che la Remington decise di produrre tra il 1921 e il 1940 nuovi esemplari del fucile con la denominazione Model 30.

### Seconda guerra mondiale
Alla vigilia del secondo conflitto mondiale il fucile P17 fece una veloce ma intensa apparizione nella Guerra di Spagna, nelle mani di alcune Brigate Internazionali che difesero Madrid nell'inverno 1936/37, in particolare il fucile è immortalato in molte foto del notissimo reporter Robert Capa, che riprese soprattutto il Battaglione tedesco Thalmann, il polacco Dąbrowski, il francese Marselleise ed il Garibaldi italiano; via via che queste armi andarono a logoramento nel feroce conflitto spagnolo furono poi sostituite dai più rozzi ma robusti Mosin-Nagant inviati dall'Unione Sovietica.
All'entrata in guerra degli Stati Uniti nel 1941, gli M1917 erano ancora le armi di ordinanze delle squadre mortaio. Probabilmente a causa della mancanza di M1 Garand all'inizio del conflitto, gli M1917 furono assegnati anche a tutte le squadre di artiglieria in Nord Africa. Il tenente colonnello Charles E. Peterson della 101ª Aviotrasportata, dichiarò di aver più volte visto degli M1917 nelle mani di soldati in Normandia. L'arma fu anche distribuita in gran numero nelle Filippine, dove presero parte attiva nella lotta della resistenza locale contro l'occupazione giapponese.
Prima e durante la Seconda guerra mondiale, i fucili immagazzinati vennero ricondizionati per l'uso come armi di riserva, prestiti o addestramento. Questi fucili sono riconoscibili per la buona finitura dei metalli (satinata o parkerizzata) e a volte persino per la sostituzione delle calciatura in legno di betulla. Alcuni otturatori vennero prodotti appositamente per il processo di ricondizionamento dalla United Shoe Machinery Company e marcati con il punzone USMC, generando l'errata convinzione che tali fucili fossero stati usati dal corpo dei Marines (United States Marine Corps). Molti esemplari furono acquistati dal Regno Unito attraverso la British Purchasing Commission: in totale arrivarono in Gran Bretagna 734.000 fucili tra il 1940 e il 1941. Questi fucili erano contraddistinti da una banda rossa sul calcio per evitare confusione con i fucili P'14 in calibro .303 (essendo le armi esteticamente quasi indistinguibili). Altri fucili vennero inviati alle forze cinesi e alle milizie della Francia Libera. Anche la guardia nazionale irlandese ricevette gli M1917 ma i soldati chiamavano l'arma "Springfield" per evitare confusione dal momento che con "Enfield" identificavano le armi inglesi (della famiglia Lee-Enfield).
Altri M1917 furono forniti a Danimarca e Norvegia subito dopo la seconda guerra mondiale come arma di transizione prima dell'adozione degli M1 Garand.

## Uso attuale
Gli M1917 sono ancora usati come armi cerimoniali al fianco di M1903, M1 Garand e M14. In servizio attivo, l'arma è ancora usata dal reparto danese Slædepatruljen Sirius per la grande affidabilità di questi fucili nelle condizioni estreme riscontrabili in Groenlandia.

## Caratteristiche dell'arma

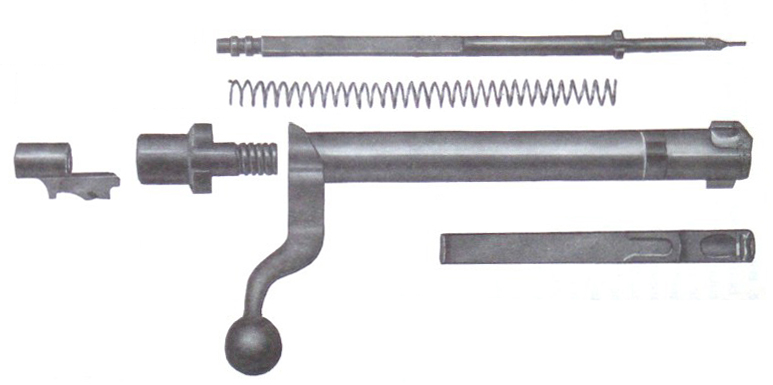
L'otturatore del M1917, molto simile a quello di un Mauser G98

Come il M1903 anche il M1917 usava un otturatore Mauser M98 leggermente modificato. Il caricatore dell'arma, essendo inizialmente concepito per il più grande .276 Enfield (il bossolo era più grande, non l'ogiva) poteva ospitare 6 colpi .30-06 ma dato che le stripper clip contenevano 5 colpi, la capacità standard risultava esser questa, dato che non conveniva tenere colpi sfusi per aggiungerne uno all'arma.
Come per il P'14, anche il M1917 presentava una diottra posteriore montata sul castello e un alzo a scala flip-up tarato da 900 a 1600 iarde con incrementi di 50, non regolabile però in deriva. Seguendo l'esempio, molti altri fucili adotteranno diottre per la mira: gli M1903 abbandoneranno il mirino Buffington, gli Enfield a partire dal N°4 useranno tutti una diottra e altri armi saranno progettate già con questi mirini come M1 Garand e M1 Carbine. L'otturatore dell'arma risultava molto più pesante di quello degli M1903: 1,64 kg contro 1,27.
Il fucile manteneva però il caratteristico armamento in chiusura tipico dei fucili Enfield, caratteristica che permetteva di mantenere un ritmo di fuoco sostenuto anche qualora l'azione si scaldasse (in questo caso il bossolo si attacca alle pareti della camera e rende più difficile estrarre, se a questo aggiungiamo l'operazione contro la molla di armamento del percussore, la velocità di azionamento dell'arma ne risente). A differenza dei Mauser (e dello stesso Springfield) l'otturatore non presenta tre tenoni di chiusura ma solo due. La funzione del terzo tenone, ovvero il rinforzo della chiusura, viene qui garantita dalla stessa leva di armamento che nella posizione di chiusura finisce per trovarsi in uno scavo ricavato nel castello che impedisce all'otturatore di arretrare se non viene prima ruotato (almeno 60°). Anche la sicura differisce dai Mauser in quanto nel M1917 si trova direttamente sotto il pollice dell'azionatore, sul lato sinistro dell'arma. La pressione di azionamento sul grilletto è di 1,36 kg (13,3 N). Il difetto principale dell'arma era la debolezza strutturale dell'eiettore, soggetto a rotture che avrebbero reso inutilizzabile l'arma, a meno di usare soluzioni fai-da-te molto ingegnose che impiegavano un pezzo di gomma da incastrare nelle guide delle molle dell'otturatore. Solo successivamente si produsse un nuovo eiettore per ovviare al problema in maniera definitiva.
Gli M1917 si prestavano bene all'uso della .30-06, dato che questa munizione era molto simile per lunghezza ed energia sviluppata all'originale .276 Enfield. Il passo di rigatura dei M1917 era di 1:254 mm con 5 righe sinistrorse tipiche dei Lee-Enfield inglesi (gli Springfield americani presentavano 4 righe). Gli M1917 presentavano inoltre una canna pesante per migliorare precisione e prevenire surriscaldamenti. La canna contribuiva al maggior peso dell'arma, che si attestava sui 4,16 kg contro i 3,94 dello Springfield M1903.
Molti M1917 furono ricondizionati durante la seconda guerra mondiale, col montaggio di nuove canne a 4 righe prodotte dalla High Standard oppure a 2 righe prodotte dalla Johnson Automatics.

## Varianti
La meccanica del M1917 si rivelò estremamente robusta e fu usata per una gran varietà di fucili commerciali sportivi e non sia tra le guerre che dopo la seconda guerra mondiale. La Remington, in particolare, modificò il fucile riportandolo ad armamento in apertura e rimuovendo le ali di protezione della diottra, ottenendo così quello che commercializzò come Remington Model 30.
In Honduras si produsse una variante in 7 × 57 mm, denominata Model 1934, come fucile d'ordinanza. La produzione totale ammonta a circa 3.000 esemplari.
Fucili in eccedenza vennero acquistati da diversi distributori europei e convertiti in 7,92 × 57 mm Mauser per poter essere usati poi durante la Guerra civile spagnola negli anni '30.
La X-Force era un gruppo operativo speciale dell'esercito cinese addestrato e armato dagli Stati Uniti durante la seconda guerra mondiale. Una delle armi fornite al gruppo fu proprio il M1917, ma questi fucili erano troppo lunghi per i minuti soldati cinesi e si procedette quindi ad un accorciamento delle armi da 1.168 mm a 1.041 mm.

## Utilizzatori
- Australia
- Canada
- Cina
- Danimarca
- Groenlandia
- Francia
- Honduras
- Irlanda
- Lettonia
- Malaysia
- Paesi Bassi
- Nuova Zelanda
- Norvegia
- Filippine
- Seconda repubblica spagnola
- Italia
- Portogallo
- Corea del Sud
- Vietnam del Sud
- Regno Unito
- Stati Uniti